# Белгоспроект
ОАО «Институт Белгоспроект» — проектная организация Республики Беларусь. Полное наименование — Открытое акционерное общество "Ордена Трудового Красного Знамени «Институт Белгоспроект».

## История
Официальной датой образования белорусского государственного проектного института «Белгоспроект» можно считать 1933 год, когда постановлением СНК БССР № 210 от 25 февраля проектное бюро «Белгоспроектстрой» было объединено с «Гипрогором» (государственным институтом проектирования градостроительства). Белорусский Государственный проектный институт («Белгоспроектстрой») в свою очередь был образован в 1927 году.
- В период 1960—1970-х гг. институтом был выполнен пласт работ в сфере жилищного и культурно-бытового строительства.
- В 1982 году Указом президиума Верховного Совета СССР «за успехи, достигнутые в разработке генеральных планов городов республики, проектирование промышленных комплексов и жилищно-гражданских объектов для массового строительства», институт был награждён орденом Трудового Красного Знамени.
- В 1990 году Белорусский государственный проектный институт «БЕЛГОСПРОЕКТ» зарегистрирован как Арендное предприятие «БЕЛПРОЕКТ».[4]
- В 2001 году был зарегистрирован в реестре юридических лиц[5]
- В 2006 году реорганизован в Республиканское унитарное предприятие «Институт Белгоспроект».[6][7]
- В 2017 году на польском конкурсе «Модернизация года» проект Комплекса зданий республиканского клинического медицинского центра в Ждановичах получил европейскую награду, которую вручал Роман Пикула[пол.][8].
- 14 мая 2018 года преобразован в открытое акционерное общество.
- 26 мая 2018 года Институт стал резидентом Китайско-Белорусского индустриального парка «Великий Камень»[9] c 60 % долей китайской компании Beijing JianYi Investment Development[10]
- В апреле 2020 года к Белгоспроекту присоединена проектная организация «МедБиоФармПроект».[9]

## Проекты
Институт разработал проектную документацию на строительство таких объектов как Национальный академический театр оперы и балета, Дворец Республики, Минск-арена, Дворец спорта, театр имени Янки Купалы, Национальная академия наук Беларуси, здания Главпочтампта, Центрального Дома офицеров, Белгосцирка, Белгосфилармонии, оранжерея Центрального ботанического сада, кинотеатры «Октябрь», «Москва», «Партизан», «Беларусь», здание центрального офиса АСБ «Беларусбанка», Национального банка, корпуса университетов в г. Минске, г. Барановичи, г. Пинске, жилые микрорайоны «Дружба», «Лебяжий», «Красный Бор», жилой комплекс Посольства Республики Беларусь в Российской Федерации, плавательный бассейн БГУФК, здание Белорусской федерации футбола, дизайн-проект павильона Республики Беларусь на Международной специализированной выставке «ЭКСПО-2017» в г. Астане, здание центра Китайско-белорусского сотрудничества научно-технических исследований в области трансформации научно-технических достижений, комплекс зданий Республиканского медицинского клинического центра, корпус хирургии и трансплантологии, реконструкцию корпусов РНПЦ «Мать и дитя».